# Nattè

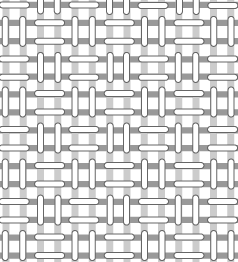
Armatura panama o nattè

Il nattè (dal francese natter intrecciare) o panama (perché simile all'intreccio che caratterizza il cappello di Panama) è un tessuto derivato dall'armatura tela. Il nome, che viene dal francese, significa cestino. La traduzione inglese è basketweave.

## Struttura
Si ottiene per ampliamento parinumero dei fili, sia di ordito che di trama, in modo che mazzetti uguali di fili di ordito si alzano per fare passare un uguale numero di fili di trama, ne risulta un effetto quadrettato, come quello di un cestino. Nell'esempio un nattè ottenuto per raddoppio dei fili, ma l'ampliamento può essere maggiore, con gruppi di tre, quattro o più fili, ovviamente maggiore è l'ampliamento minore è la robustezza del tessuto, inversamente proporzionale alla lunghezza delle slegature sia di trama che d'ordito. Tessuto double face, cioè con il diritto avente lo stesso aspetto del rovescio.
Si può realizzare con qualsiasi materiale e con filati dalle titolazioni più varie, ma di sezione regolare. Tessuto démodé non viene impegnato sovente perché non corrisponde ai dettami della moda. I nattè più grossi, realizzati in lana, sono adatti all'abbigliamento invernale, per giacche, cappotti, tailleurs, dove danno un ruvido effetto stuoia.